# Eleições gerais no Brasil em 1945
Encerrada a Segunda Guerra Mundial aumentou a pressão pelo retorno ao estado democrático de direito e nesse ínterim o Estado Novo ruiu quando as Forças Armadas puseram fim ao mandato do presidente Getúlio Vargas em 29 de outubro de 1945. O poder foi entregue ao ministro José Linhares, presidente do Supremo Tribunal Federal, a quem coube presidir as eleições gerais de 2 de dezembro de 1945 na qual foram eleitos o presidente da República e os membros do Congresso Nacional. Em 19 de janeiro de 1947 foram eleitos os governadores de estado, o terço restante do Senado Federal e preenchidas dezenove cadeiras na Câmara dos Deputados.

## Senadores eleitos em 1945
Conforme o decreto-lei 7.586 de 28 de abril de 1945 e uma resolução do Tribunal Superior Eleitoral editada em 8 de setembro, as eleições para presidente da República, senador e deputado federal ocorreriam simultaneamente.
Com relação aos eleitos em 1945 há que se destacar a alteração na bancada da Paraíba onde Adalberto Ribeiro renunciou para assumir o cargo de procurador do então Distrito Federal em abril de 1951 e como seu suplente faleceu meses depois, foi eleito Veloso Borges como novo representante do estado. No ano seguinte Vergniaud Wanderley e seu suplente renunciaram e houve a convocação de novas eleições onde Assis Chateaubriand conquistou a vaga.
Na safra de senadores eleitos em 1945 é curioso observar que além do próprio Getúlio Vargas nada menos que dez antigos interventores nomeados por ele durante o Estado Novo também foram vitoriosos na disputa por um assento na Câmara Alta do Parlamento. Em 1947 foram eleitos, além do terço restante no Senado Federal, os suplentes dos senadores de 1945 e os ocupantes das cadeiras que vagaram.
| Bandeiras | Unidades federativas | Siglas | Senadores eleitos                         | Partido | Suplentes                                     | Notas/Ref.              |
| --------- | -------------------- | ------ | ----------------------------------------- | ------- | --------------------------------------------- | ----------------------- |
|           | Alagoas              | AL     | Cícero Vasconcelos Ismar de Góes Monteiro | PSD     | Joaquim Viegas Esperidião Farias              |                         |
|           | Amazonas             | AM     | Álvaro Maia Valdemar Pedrosa              | PSD     | Anísio Jobim Álvaro Melo                      | [ nota 5 ] [ nota 6 ]   |
|           | Bahia                | BA     | Aloysio de Carvalho Pinto Aleixo          | UDN PSD | Átila Amaral Francisco Rocha                  |                         |
|           | Ceará                | CE     | Olavo Oliveira Plínio Pompeu              | PPS UDN | Tomaz Rodrigues Carlos Saboia                 |                         |
|           | Distrito Federal     | DF     | Hamilton Nogueira Luís Carlos Prestes     | UDN PCB | Flávio da Silveira Abel Chermont              | [ nota 7 ]              |
|           | Espírito Santo       | ES     | Atílio Vivacqua Henrique de Novaes        | PSD     | José Fortunato Ribeiro Luís Tinoco            | [ nota 8 ]              |
|           | Goiás                | GO     | Dário Cardoso Pedro Ludovico              | PSD     | Edson de Almeida José da Costa Pereira        | [ nota 9 ]              |
|           | Maranhão             | MA     | Pereira Júnior Clodomir Cardoso           | PSD     | Constantino Vieira Antônio Carvalho Guimarães | [ nota 10 ] [ nota 11 ] |
|           | Mato Grosso          | MT     | João Vilas Boas Vespasiano Martins        | UDN     | Nicolau Fragelli Valdemar Dias                |                         |
|           | Minas Gerais         | MG     | Melo Viana Levindo Coelho                 | PSD     | Nestor Massena Edison Álvares da Silva        | [ nota 12 ]             |
|           | Pará                 | PA     | Álvaro Adolfo Magalhães Barata            | PSD     | Sinval Coutinho Eduardo Ribeiro               |                         |
|           | Paraíba              | PB     | Adalberto Ribeiro Vergniaud Wanderley     | UDN     | Epitácio Pessoa. Antônio Pereira Diniz        | [ nota 13 ] [ nota 14 ] |
|           | Paraná               | PR     | Flávio Guimarães Roberto Glasser          | PSD     | Júlio Moreira Alípio Leite Júnior             |                         |
|           | Pernambuco           | PE     | Antônio de Novaes Filho Etelvino Lins     | PSD     | Hélio Oliveira Djair Brindeiro                | [ nota 15 ] [ nota 16 ] |
|           | Piauí                | PI     | Esmaragdo de Freitas Matias Olímpio       | UDN     | Celso Eulálio Antônio Clark                   | [ nota 17 ]             |
|           | Rio de Janeiro       | RJ     | Alfredo Neves Pereira Pinto               | PSD     | Altivo Linhares Manoel de Paiva               |                         |
|           | Rio Grande do Norte  | RN     | Georgino Avelino Ferreira de Sousa        | PSD UDN | Pedro Câmara João Oliveira                    |                         |
|           | Rio Grande do Sul    | RS     | Ernesto Dorneles Getúlio Vargas           | PSD PTB | Carlos Simch Camilo Mércio                    | [ nota 18 ] [ nota 19 ] |
|           | Santa Catarina       | SC     | Ivo d'Aquino Nereu Ramos                  | PSD     | Carlos da Costa Pereira -                     | [ nota 20 ]             |
|           | São Paulo            | SP     | Marcondes Filho Getúlio Vargas            | PTB     | Arlindo Augusto do Amaral.                    | [ nota 19 ]             |
|           | Sergipe              | SE     | Durval Cruz Walter Franco                 | UDN     | Clóvis Cardoso Pedro Diniz                    |                         |

## Câmara dos Deputados em 1945
Não estão inclusas as cadeiras disputas na eleição suplementar de 1947 e quanto ao PCB, o Tribunal Superior Eleitoral cassou o registro do partido  em 7 de maio daquele ano e a mesa diretora do Congresso Nacional declarou extintos os mandatos comunistas em 10 de janeiro de 1948. 
| Unidades federativas | PSD    | UDN    | PTB   | PCB   | PR    | PPS   | PDC   | PRP   | PL    | Total |
| -------------------- | ------ | ------ | ----- | ----- | ----- | ----- | ----- | ----- | ----- | ----- |
| Acre                 | 02     | -      | -     | -     | -     | -     | -     | -     | -     | 02    |
| Alagoas              | 06     | 03     | -     | -     | -     | -     | -     | -     | -     | 09    |
| Amazonas             | 03     | 01     | 01    | -     | -     | -     | -     | -     | -     | 05    |
| Bahia                | 09     | 12     | 01    | 01    | -     | 01    | -     | -     | -     | 24    |
| Ceará                | 05     | 10     | -     | -     | -     | 02    | -     | -     | -     | 17    |
| Distrito Federal     | 02     | 03     | 09    | 03    | -     | -     | -     | -     | -     | 17    |
| Espírito Santo       | 06     | 01     | -     | -     | -     | -     | -     | -     | -     | 07    |
| Goiás                | 05     | 02     | -     | -     | -     | -     | -     | -     | -     | 07    |
| Maranhão             | 06     | 02     | -     | -     | 01    | -     | -     | -     | -     | 09    |
| Mato Grosso          | 03     | 02     | -     | -     | -     | -     | -     | -     | -     | 05    |
| Minas Gerais         | 20     | 07     | 02    | -     | 06    | -     | -     | -     | -     | 35    |
| Pará                 | 06     | 02     | -     | -     | -     | 01    | -     | -     | -     | 09    |
| Paraíba              | 03     | 07     | -     | -     | -     | -     | -     | -     | -     | 10    |
| Paraná               | 06     | 02     | 01    | -     | -     | -     | -     | -     | -     | 09    |
| Pernambuco           | 10     | 04     | -     | 03    | 01    | -     | 01    | -     | -     | 19    |
| Piauí                | 03     | 04     | -     | -     | -     | -     | -     | -     | -     | 07    |
| Rio de Janeiro       | 10     | 04     | 01    | 02    | -     | -     | -     | -     | -     | 17    |
| Rio Grande do Norte  | 04     | 02     | -     | -     | -     | -     | -     | 01    | -     | 07    |
| Rio Grande do Sul    | 17     | 02     | 01    | 01    | -     | -     | -     | -     | 01    | 22    |
| Santa Catarina       | 07     | 02     | -     | -     | -     | -     | -     | -     | -     | 09    |
| São Paulo            | 16     | 07     | 06    | 04    | -     | -     | 01    | 01    | -     | 35    |
| Sergipe              | 02     | 03     | -     | -     | -     | -     | -     | -     | -     | 05    |
| Soma das bancadas    | 151    | 82     | 22    | 14    | 08    | 04    | 02    | 02    | 01    | 286   |
| Percentual           | 52,80% | 28,67% | 7,69% | 4,89% | 2,80% | 1,40% | 0,70% | 0,70% | 0,35% | 100%  |